# Devour
Devour è un singolo del gruppo musicale statunitense Shinedown, pubblicato nel 2008 ed estratto dall'album The Sound of Madness. La canzone è inoltre nella scena dell'autodromo (scena iniziale) di The Final Destination. 

## Tracce
- Download digitale

1. Devour – 3:49